# Why Girls Leave Home (film 1921)
Why Girls Leave Home è un film muto del 1921 diretto da William Nigh che firmò anche la sceneggiatura insieme a Owen Davis. La storia è l'adattamento di un lavoro teatrale di Fred Summerfield. Prodotto da Harry Rapf, il film aveva come interpreti Anna Q. Nilsson, Maurine Powers, Julia Swayne Gordon, Corinne Barker, Katherine Perry, Kate Blancke, Claude King, 
Coit Albertson, George Lessey, John B. O'Brien, Dan Mason, Arthur Gordini.

## Trama
Anna se ne va di casa per sfuggire al rigido padre che pontifica non solo sulle sue amicizie e sulle persone che lei deve frequentare, ma perfino su come la ragazza dovrebbe vestire. Insieme a due amiche, trova un alloggio. Il padre di Madeline Wallace, al contrario del suo, ha la mentalità molto più aperta, ma presto anche lui trova da ridire sulle scelte della figlia. Madeline si ribella e accetta un invito di Reynolds, un vecchio donnaiolo, che la attira nell'appartamento di Anna quando le ragazze sono fuori. Le ragazze, però, tornano in tempo per salvare la reputazione di Madeline. Questa, imparata la lezione, torna dal padre. Anche Anna riallaccia il rapporto con il suo che, addolcito, la convince a tornare a casa.

## Produzione
Il film fu prodotto dalla Harry Rapf Productions.

## Distribuzione

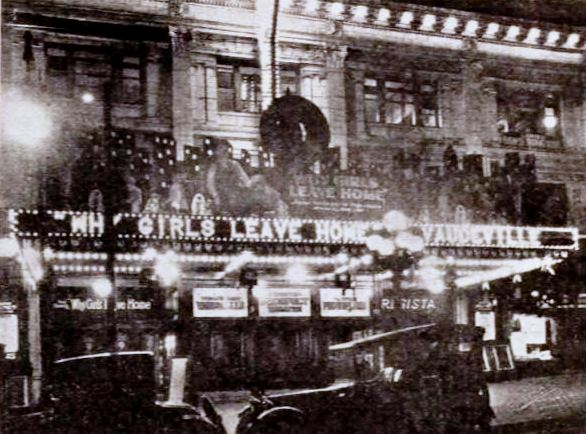
Il film programmato a Brooklyn

Distribuito dalla Warner Bros., il film uscì nelle sale cinematografiche statunitensi il 4 settembre 1921. Il copyright del film, richiesto dalla Harry Rapf Productions, fu registrato il 20 settembre 1921 con il numero LP16977.
Non si conoscono copie ancora esistenti della pellicola che viene considerata presumibilmente perduta.